# العقل السياسي العربي (كتاب)
العقل السياسي العربي- كتاب للمفكر الفيلسوف المغربي الدكتور "محمد عابد الجابري"، والكتاب يمثل الحلقة الثالثة من سلسلة نقد العقل العربي، ظهرت الطبعة الأولى من
الكتاب عام 1990م، عن مركز دراسات الوحدة العربية، ثم توالت بعد ذلك العديد من الطبعات لهذا الكتاب (1992م "ط2"، 1995م "ط3"، 2000م "ط4"، 2001م "ط5"، 2007م "ط6"، 2011م "ط8"، 2017م "ط10"، 2019م "ط11" 2021م "ط12، 2024م "ط13".).
جاء في المدخل العام لكتاب "العقل السياسي العربي- محدداته وتجلياته" أن لكل فعل محددات وتجليات. المحددات قد تكون دوافع بيولوجية أو سيكولوجية، شعورية أو لاشعورية، وقد تكون تنبيهات أو تأثيرات خارجية. أما التجليات فهي المظاهر والكيفيات التي يتحقق الفعل فيها، أو من خلالها، أو بواسطتها. والسياسة فعل. له هو الآخر محدداته وتجلياته، وهو فعل اجتماعي يعبر عن علاقة قوى بين طرفين، يمارس أحدهما على الآخر نوعًا من السلطة خاصًا، هي سلطة الحكم. ومحددات الفعل السياسي بوصفه سلطة تمارس في مجتمع وتجلياته النظرية والتطبيقية، الاجتماعية الطابع، تشكل بمجموعها قوام ما ندعوه هنا "العقل السياسي". هو "عقل" لأن محددات الفعل السياسي وتجلياته تخضع جميعًا لمنطق داخلى يحكمها وينظم العلاقات بينها. منطق قوامه مباديء وآليات قابلة للوصف والتحليل. وهو "سياسي" لأن وظيفته ليست إنتاج المعرفة، بل ممارسة السلطة، سلطة الحكم، أو بيان كيفية ممارستها. وموضوع الكتاب هنا، والذي يمثل الجزء الثالث من رباعية نقد العقل العربي، هو "عقل الواقع العربي، وهو يتختلف عن موضوع الجزئين السابقين "عقل الفكر العربي"، فعقل الواقع العربي، يقصد به محددات الممارسة السياسية وتجلياتها في الحضارة العربية الإسلامية وامتداداتها إلى اليوم، الموضوع هنا يختلف إذن عن طبيعة الموضوع هناك: انتاج المعرفة شيء، وممارسة السياسة أو بيان كيفية ممارستها شيء أخر.

## عن الكتاب
كتاب "العقل السياسي العربي" كتاب فلسفي ومنهجي مميز، يتناول العقل السياسي العربي في محدداته وتجلياته، استعرض الجابري من خلاله التاريخ العربي منذ بداية تأسيس دولة النبوة إلى دولة الخلافة ثم الفتنة والدولة الأموية والدولة العباسية بشكل عام وبرؤية نقدية واستقرائية مميزة، وخلص من خلالها إلى ثلاثة محددات حكمت العقل السياسي العربي والتي تمثلت في "القبيلة، والغنيمة، والعقيدة" وبعد بحث طويل في مدى تاثير وتحولات هذه المؤثرات في سياقاتها التاريخية والفكرية، خلص إلى أن المخرج للفكر السياسي العربي اليوم يكمن في تحويل القبيلة إلى دولة المؤسسات والحريات والدستور والمجتمع المدني عبر تطور اجتماعي ثقافي سياسي شامل. وتحويل الغنيمة إلى اقتصاد منتج لا ريعى، وتحويل العقيدة إلى مجرد رأى بدلاً من التفكير المذهبى والطائفى المتعصب الذى يدعى امتلاك الحقيقة المطلقة بل يجب فسح حرية الرأى والتفكير بعيداً عن سلطة العقيدة الدوغمائية. يخلص الجابرى إلى أن الفكر العربى المعاصر مطالب بنقد المجتمع والأقتصاد والعقل السياسى لأن أى حديث عن النهضة والتقدم بدون هذا النقد سيبقى مجرد وهم.
ينتقل الجابري في هذا الجزء الثالث من سلسلة كتب نقد العقل العربي ( تكوين العقل العربي- بنية العقل العربي- العقل السياسي العربي- العقل الأخلاقي العربي) من نقد العقل النظري في الثقافة العربية الإسلامية، أي العقل النحوي والعقل البلاغي والعقل الكلامي والعقل الفلسفي، إلى نقد العقل العملي، أي العقل السياسي العربي، أو ما يسميه الجابري "عقل الواقع العربي" مركزًا على محددات الممارسة السياسية وتجلياتها في الحضارة العربية الإسلامية، محددًا ثلاث آليات حكمت العمل السياسي في المجتمع العربي الإسلامي عقب الدعوة المحمدية، وهي - كما هو مشار بأعلى- العقيدة والقبيلة والغنيمة، والتي توازي آليات الايديولوجيا والعصبية والمصلحة في المجتمعات الحديثة. ويتناول هذا الجزء الصراع على السلطة والعلاقات والتناقضات التي شهدها المجتمع العربي عقب الدعوة المحمدية من خلال هذه الآليات.
يقع هذا الكتاب داخل الإسلام ومن أجله، لا خارجه ولا ضده، هدفه تجديد الفهم للإسلام بوسائله الخاصة، وسائل الحضارة العربية، معززة ومؤيدة بمكاسب ومنجزات الفكر الحديث والمعاصر.. وهذا الكتاب يحاول أن يعقلن فهمنا للإسلام كمسيرة حضارية، كدولة سياسية، الكتاب يضم مدخلاً عامً وعشرة فصول وخاتمة، وتنقسم الفصول العشرة إلى قسمين، قسم يتناول محددات العقل السياسي العربي، والقسم الآخر يتناول تجلياته.
في هذا الكتاب وظّف الجابري أدواته المفاهيمية المستقاة من "التحليل النفسي"، كمفهوم "اللاشعور السياسي" كما أسّس أبجدياتها سيجموند فرويد، وكما صاغ قالبها يونغ في "اللاشعور الجمعي" حيث يبحث اللاشعور الجمعي عن تلك الرواسب سحيقة القدم للجماعة، والمؤثرة لا شعورياً في تجاربها الإنسانية. وتوظيفه كذلك لمفهوميّ "البنية التحتية" و"البنية الفوقية" من الفكر الماركسي والبنيوي، والوحدة بينهما في مثال المجتمعات السابقة لمرحلة الرأسمالية أو غير الرأسمالية. وتطرّقه كذلك إلى نمط الأقتصاد عند المجتمع العربي قديماً، القائم على نمط الاقتصاد الريعي؛ حيث يقوم هذا النمط بالابتعاد عن خط العمل والإنتاج، والاعتماد على جباية أموال الرعية وإنفاقها على الدولة.
يعد كتاب "العقل السياسي العربي" هو الأقل حظًا بين الكتب الأربعة في ذات السلسلة، من حيث الجدل الأكاديمي والاشتباك الفكري، ومع ذلك فهو لا يقل عنهم أهمية أو ذيوعًا أو إعادة طباعة، والكتاب يضم مدخلاً عامًا مطولاً، وعشرة فصول وخاتمة. وقد أخذ المدخل عنوان "مقاربات في المنهج والرؤية"، وهو منهجي أساسًا، يستعرض الجابري من خلاله المفاهيم والتصورات التي سيتم توظيفها على طول مراحل الدراسة، والرؤى التي ستؤطر نظره وهو يقرأ الموضوع. مفاهيم ثلاثة أساسية سوف سوف يتعامل بها الكاتب مع موضوعه، وهي: "اللاشعور السياسي" و " المجال السياسي" و "الكتلة التاريخية" (وإن كان لم يذكر الأخير في المدخل، وإنما ذكرها في الفصل العاشر حينما تعرض لتحليل الثورة العباسية ودولتها)، إضافة إلى ثلاثة مفاتيح أو محددات (القبيلة والغنيمة والعقيدة). ويناط بالمفاهيم الأساسية مهمة تجاوز العوائق الابستمولوجية، كثنائيات البنية الفوقية/ والبنية التحتية، المجتمعات الرأسمالية/ ومجتمعات ما قبل الرأسمالية، الفكر/ الواقع، بينما المفاتيح هي التي ستتم قراءة التاريخ السياسي العربي بواسطتها. وتنقسم العشرة فصول التي يجمعها الكتاب إلى قسمين: ستة فصول (تمثل القسم الأول) يناقش فيها الكاتب تمظهرات المحددات الثلاثة للعقل السياسي العربي كما تكون تاريخيَا، من خلال الأحداث السياسية، على مدار أربع مراحل أساسية هي: الدعوة والدولة والردة والفتنة. وأربعة فصول (تمثل القسم الثاني) تتناول التجليات النظرية، أو الايديولوجيات السياسية، الجبرية (دولة الملك السياسي) والإمامية، والتنويرية، والسلطانية.ومن ثم فالكتاب من خلال هذه العناوين سيقف تاريخيَا عند العصر العباسي الأول وما حدث بعد ذلك فهو استعادة بصورة أو بأخرى لما سبق أن تقرر قبل هذا العصر أو خلاله.

## محتويات الكتاب
الكتاب عبارة عن قسمين يسبقهما مدخل عام، ويعقبهما خاتمة، وبيان ذلك كالتالي:

### القسم الأول: محددات
- الفصل الأول: من الدعوة إلى الدولة (العقيدة).
- الفصل الثاني: من الدعوة إلى الدولة (القبيلة)
- الفصل الثالث: من العوة إلى الدولة (الغنيمة)
- الفصل الرابع: من الردة إلى الفتنة (القبيلة)
- الفصل الخامس: من الردة إلى الفتنة (الغنيمة)
- الفصل السادس: من الردة إلى الفتنة (العقيدة)

### القسم الثاني: تجليات
- الفصل السابع: دولة الملك السياسي.
- الفصل الثامن: ميثولوجيا الإمامة.
- الفصل التاسع: حركة تنويرية.
- الفصل العاشر: الايديولوجيا السلطانية وفقه السياسة

## انظر ايضًا
- بنية العقل العربي (كتاب)
- المشروع النهضوي العربي (كتاب)
- قضايا في الفكر المعاصر
- المثقفون في الحضارة العربية (كتاب)